# Adelosemia
Adelosemia är ett släkte av fjärilar. Adelosemia ingår i familjen mott.
Kladogram enligt Catalogue of Life:
| Adelosemia | \| \| Adelosemia crepusculella \| \| \| \| \| \| Adelosemia incredibilis \| \| \| \| \| \| Adelosemia odontella \| \| \| \| \| \| Adelosemia rubricantella \| \| \| \| \| \| Adelosemia satanella \| \| \| \| \| \| Adelosemia subsoritella \| \| \| \| |
|            | \| \| Adelosemia crepusculella \| \| \| \| \| \| Adelosemia incredibilis \| \| \| \| \| \| Adelosemia odontella \| \| \| \| \| \| Adelosemia rubricantella \| \| \| \| \| \| Adelosemia satanella \| \| \| \| \| \| Adelosemia subsoritella \| \| \| \| |
|            | Adelosemia crepusculella |
|            | |
|            | Adelosemia incredibilis |
|            | |
|            | Adelosemia odontella |
|            | |
|            | Adelosemia rubricantella |
|            | |
|            | Adelosemia satanella |
|            | |
|            | Adelosemia subsoritella |
|            | |